# Juan Carlos de Austria
El archiduque Juan Carlos de Austria (Graz, 1 de noviembre de 1605-26 de diciembre de 1619) fue un príncipe, hijo del emperador Fernando II del Sacro Imperio.

## Biografía
Nació en 1605, hijo de Fernando II del Sacro Imperio y su primera esposa, María Ana de Baviera. Tuvo otros hermanos y hermanas:
- Cristina (1601-1601), archiduquesa de Austria.
- Carlos (1603-1603), archiduque de Austria.
- Fernando (Graz, 13 de julio de 1608 - Viena, 2 de abril de 1657), archiduque de Austria y sucesor de su padre.
- María Ana (13 de enero de 1610 - 25 de septiembre de 1665), archiduquesa de Austria. Casada con su tío materno Maximiliano I, duque y elector de Baviera.
- Cecilia Renata (16 de julio de 1611 - 24 de marzo de 1644), archiduquesa de Austria. Casada con Vladislao IV Vasa, rey de Polonia.
- Leopoldo Guillermo (1614-1662), archiduque de Austria.

En 1616 murió su madre y su padre contrajo nuevo matrimonio con Leonor Gonzaga. De este segundo matrimonio, su padre no tendría descendencia.
Murió el 26 de diciembre de 1619, a sus 14 años. Su padre había concertado para él un matrimonio con la infanta española María Ana de Austria, hija de Felipe III, pero su temprana muerte impidió dicha boda, años después se casaría con su hermano Fernando.
Fue enterrado en el mausoleo construido por su padre cercano a la catedral de Graz, descansando junto a sus padres y abuela paterna.